# مايكل إلغن
ميخائيل إلغن هو مصارع محترف كندي، ولد في 13 ديسمبر 1986 في تورونتو في كندا.

## وصلات خارجية
- مايكل إلغن على موقع WrestlingData.com (الإنجليزية)
- مايكل إلغن على موقع CageMatch worker (الإنجليزية)
- مايكل إلغن على موقع قاعدة بيانات المصارعة على الإنترنت (الإنجليزية)
- مايكل إلغن على موقع عالم المصارعة على الإنترنت (الإنجليزية)
- مايكل إلغن على موقع عالم المصارعة على الإنترنت (الإنجليزية)
- مايكل إلغن على موقع IMDb (الإنجليزية)
- مايكل إلغن على موقع قاعدة بيانات الفيلم (الإنجليزية)